# Reynoldsia brevitarsis
Reynoldsia brevitarsis är en tvåvingeart som beskrevs av Malloch 1934. Reynoldsia brevitarsis ingår i släktet Reynoldsia och familjen husflugor. Inga underarter finns listade i Catalogue of Life.